# He-Man and the Masters of the Universe
Pour les articles homonymes, voir Les Maîtres de l'univers.
He-Man and the Masters of the Universe est une série télévisée animée américaine en 39 épisodes de 21 minutes produite par Mike Young Productions (en) et diffusée du 1er août 2002 au 10 janvier 2004 sur Cartoon Network.
Il s'agit d'un remake de la série originale de 1983, lancé en 2002 pour faire la promotion de la nouvelle gamme de figurines Mattel.
Cette série est inédite dans tous les pays francophones.

## Synopsis
Il y a longtemps sur Eternia, le roi Randor parvint à emprisonner les troupes de Keldor, son frère malveillant. Ce dernier, victime de son propre sort qui lui a détruit le visage, prit le nom de Skeletor. Après vingt ans de captivité, enfin libres et plus dangereux que jamais, les troupes du sorcier menacent à nouveau la planète. C'est pourquoi la Sorcière, gardienne du Château des ombres confie le glaive magique au Prince Adam. Grâce à cette arme, l'adolescent devient Musclor (He-man), l'homme le plus puissant de l'univers. Avec les autres héros d'Eternia, Musclor protège le Château des ombres contre les forces du mal.

## Commentaires
Cette nouvelle série est un remake très fidèle de la série-culte originale dont elle respecte l'essence, tout en comblant les lacunes : un effort particulier a en effet été apporté en matière d'animation, d'effets spéciaux et de continuité.
Véritable trait d'union entre la série originale et les minicomics, He-Man and the Masters of the Universe explique les origines de nombreux personnages tels que Musclor ou Skeletor et met en scène les personnages secondaires de façon plus régulière.

## Épisodes
Contrairement à la série de 1984, celle-ci comporte un déroulement chronologique avec un début et un dénouement. Il n'y a donc qu'un seul ordre pour la regarder.

### Première saison (2002-2003)
1. The Beginning [1]
2. The Beginning [2]
3. The Beginning [3]
4. The Courage of Adam
5. Sky War
6. The Deep End
7. Lessons
8. Siren's Song
9. The Ties That Bind
10. Dragon's Brood
11. Turnabout
12. Mekaneck's Lament
13. Night of the Shadowbeasts
14. Underworld
15. The Mystery of Anwat Gar
16. The Monster Within
17. Roboto's Gambit
18. Trust
19. Orko's Garden
20. Buzz-Off's Pride
21. Snake Pit
22. The Island
23. The Sweet Smell of Victory
24. Separation
25. The Council of Evil [1/2]
26. The Council of Evil [2/2]

### Deuxième saison (2003-2004)
1. The Last Stand
2. To Walk with Dragons
3. Out of the Past
4. Rise of the Snake Men [1/2]
5. Rise of the Snake Men [2/2]
6. The Price of Deceit
7. Of Machines and Men
8. Second Skin
9. The Power of Grayskull
10. Web of Evil
11. Rattle of the Snake
12. History
13. Awaken the Serpent